# Alberta (reina consort de Castella)
Alberta (Segle XI) va ser reina consort de Castella (1071-1072) i Lleó (1072) pel seu matrimoni amb Sanç II.
És una reina d'origen desconegut, se'n desconeix la filiació o el país d'origen, atès que les cròniques no en parlen i només es té testimoni de la seva existència en dos diplomes de 1071, un del monestir de Cardeña de 26 de març, i un altre del monestir d'Arlanza, de 10 de maig. Es desconeix si estaven casats abans d'aquesta data, però és probable que el matrimoni es produís poc abans a causa de la manca de descendència. El rei va morir dos anys després d'ocupar el tron i la corona va recaure en el seu germà Alfons VI, i pel seu origen estranger, es creu que Alberta va tornar al seu país.